# Rectus-hüvely
A ferde és a haránt hasizmok aponeurosisai körülveszik – behüvelyezik – az egyenes hasizmot, ezzel az ún. rectus-hüvelyt hozva létre. Ennek elülső falát a külső ferde hasizom és a belső ferde hasizom kettévált aponeurosisának elülső lemeze képezi, a hátsó falát pedig a belső ferde hasizom kettévált aponeurosisa alkotja. A rectus-hüvely hátsó fala a köldöknél megszűnik.